# Problème de Lemoine
En mathématiques, le problème de Lemoine est un certain problème de construction en géométrie plane élémentaire posé par le mathématicien français Émile Lemoine (1840-1912) en 1868,. Le problème a été publié dans la Question 864 dans Nouvelles annales de mathématiques (Série 2, Volume 7 (1868), p 191). L'intérêt principal du problème est qu'une discussion de la solution du problème par Ludwig Kiepert publiée dans Nouvelles Annales de Mathématiques (série 2, Volume 8 (1869), pp 40-42) contenait une description d'une hyperbole qui est maintenant connue comme l'hyperbole de Kiepert,.

## Énoncé du problème
La question publiée par Lemoine pose le problème de construction suivant :

Étant donné un sommet de chacun des triangles équilatéraux placés sur les côtés d'un triangle, construire le triangle d'origine.

## La solution de Ludwig Kiepert

Diagramme illustrant le lemme 1.

Schéma illustrant la solution de Ludwig Kiepert au problème de Lemoine

Kiepert établit la validité de sa construction en démontrant quelques lemmes.
Problème — Soient A1, B1, C1 les sommets des triangles équilatéraux placés sur les côtés d'un triangle ABC . Étant donné A1, B1, C1 construire A, B, C.
Lemme 1 — Si sur les trois côtés d'un triangle quelconque ABC, on décrit des triangles équilatéraux ABC1, ACB1, BCA1, alors les segments de droite AA1, BB1, CC1 sont égaux, ils sont concourantes en un point P, et les angles qu'ils forment sont égaux à 60°.
Ce point P est le point de Fermat du triangle de référence.
Lemme 2 — Si sur A1 B1 C1 on fait la même construction que sur ABC, on aura trois triangles équilatéraux A1B1C2, A1C1B2, B1C1A2, trois segments de droite égaux A1A2, B1B2, C1C2, qui concourront également au point P.
Lemme 3 — A, B, C sont respectivement les milieux de A1A2, B1B2, C1C2.
Solution — Pour construire le triangle solution :
- Décrire sur les segments A1B1, A1C1, B1C1 les triangles équilatéraux A1B1C2, A1C1B2, B1C1A2, respectivement.
- Les milieux de A1A2, B1B2, C1C2 sont respectivement les sommets A, B, C du triangle recherché.

## Autres solutions
Plusieurs autres personnes en plus de celle de Kiepert ont soumis leurs solutions en 1868-1869, dont Williere (à Arlon), Brocard, Claverie (Lycée de Clermont), Joffre (Lycée Charlemagne), Racine (Lycée de Poitiers), Augier (Lycée de Caen ), V. Niebylowski et L. Henri Lorrez. La solution de Kiepert était plus complète que les autres.